# Racing Point RP20
La Racing Point RP20 è una vettura da Formula 1 realizzata dalla scuderia Racing Point per prendere parte al campionato mondiale di Formula 1 2020.
La monoposto è stata presentata il 17 febbraio 2020.
A causa delle evidenti similitudini con la Mercedes W10 EQ Power+ realizzata dalla scuderia Mercedes per la stagione 2019, la RP20 e la Racing Point sono state oggetto di critiche nei primi mesi del 2020, a partire dai test prestagionali.
Dopo essere stata sotto investigazione da parte della FIA, per via della protesta da parte della Renault contro la legalità dei condotti del sistema frenante della vettura del team inglese, giudicati troppo simili a quelli della vettura tedesca dell'anno precedente, alla squadra vengono sottratti 15 punti dal campionato costruttori e gli viene anche comminata una multa di 200 000 euro per vettura. Entrambi i piloti non vengono sanzionati.

## Livrea

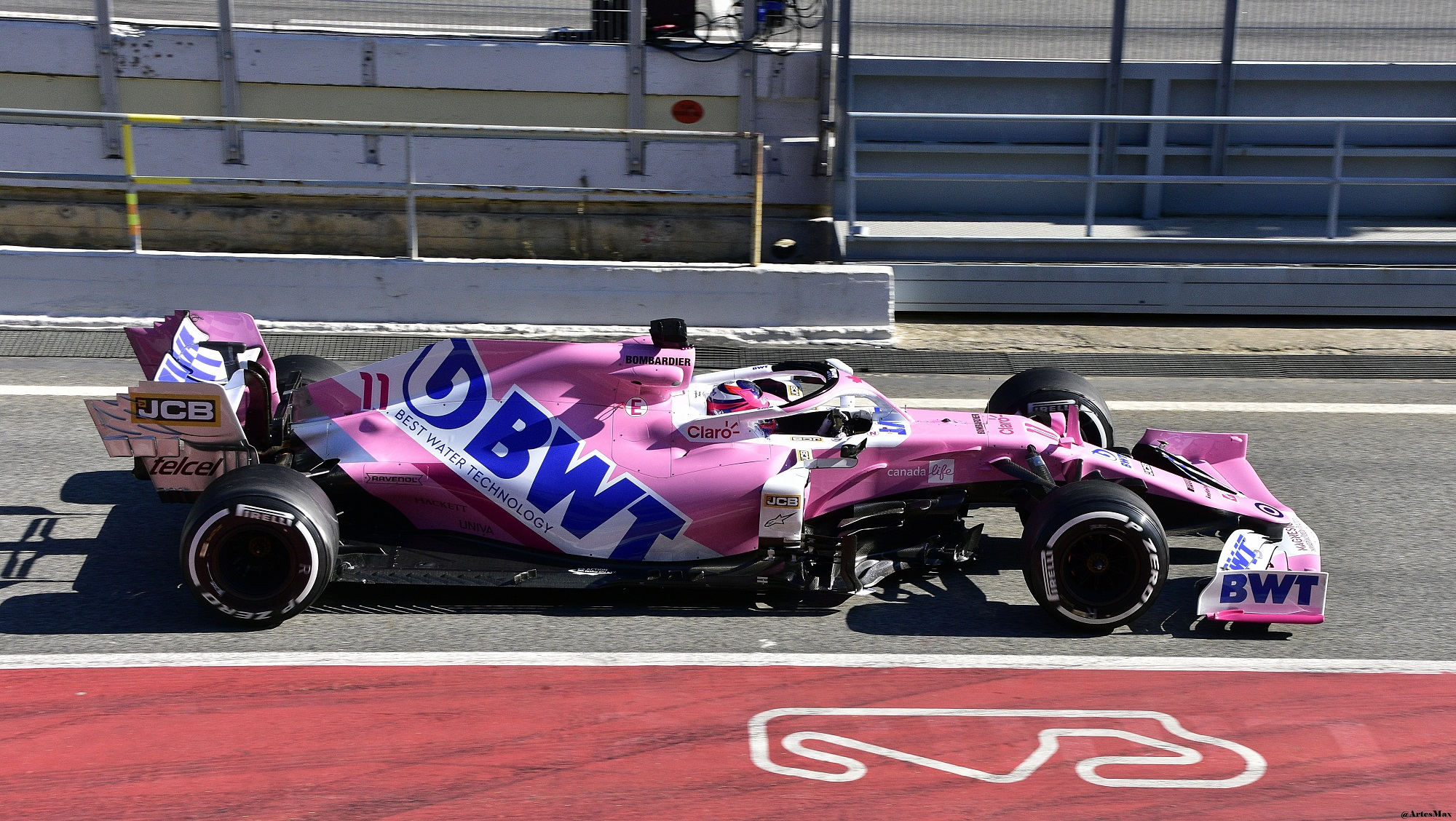
Vista laterale.

La base della livrea rimane il rosa che dal 2017 caratterizza le monoposto della scuderia. La maggiore novità riguarda il retrotreno dove, con il sopravvenuto disimpegno di SportPesa, aumenta lo spazio a disposizione di BWT che, alla quarta stagione con il team, diventa main sponsor andando a campeggiare diagonalmente su cofano motore e pance laterali.

## Caratteristiche
La vettura si discosta completamente da quella dell'anno precedente, abbandonando la filosofia costruttiva che aveva accompagnato le vetture del team fin dalla stagione 2016. La vettura si dimostra molto simile esteticamente alla Mercedes W10, sia per l'anteriore che per il retrotreno, fornito direttamente dalla Mercedes insieme al cambio ed alla Power Unit.
Dal Gran Premio della Toscana vengono portate delle nuove pance di forma più squadrata e più aderente ai radiatori per migliorare l’aereodinamica.

## Carriera agonistica

### Test
Alla fine della prima giornata di test, Sergio Perez si piazza in terza posizione dietro alla coppia della Mercedes con un tempo di 1'17"375, fatto segnare con gomme medie C3. Nella seconda giornata, con la stessa specifica di gomme Pirelli, Perez si migliora con un 1'17"347 piazzandosi al secondo posto dietro al solo Kimi Räikkönen, che ha fatto segnare il tempo con gomme morbide C5. L'ultima giornata della prima settimana si conclude con Lance Stroll al quarto posto con 1'17'338 con gomme morbide C4. La seconda settimana si apre con Robert Kubica in testa a tutti con gomme morbide C5, con Perez che conclude al terzo posto con gomme medie C3. Il giorno dopo Perez viene sostituito al terzo posto da Stroll, sempre con lo stesso treno di gomme C3. La terza ed ultima giornata di test vede la Racing Point di Perez piazzarsi al settimo posto, con un tempo di 1'16"674 con gomme morbide C5.

### Stagione
La vettura si dimostra fin da subito molto competitiva, con Perez che arriva in zona punti nelle prime tre gare della stagione, mente Stroll subisce un ritiro nella prima gara dell'anno per problemi di affidabilità e arriva a punti nelle due gare successive. Per il doppio appuntamento a Silverstone, il posto di Sergio Perez, risultato positivo al COVID-19, viene preso dal rientrante Nico Hülkenberg, che aveva lasciato il circus al termine della precedente stagione, corsa con Renault. Nella prima corsa del doppio appuntamento, Hülkenberg non prende parte alla gara per problemi di affidabilità prima del via, dopo essersi qualificato al sabato in tredicesima posizione. Nel secondo appuntamento, Hülkenberg sorprende con un terzo posto in qualifica, seguito da un settimo posto in gara. Stroll termina le due gare rispettivamente in nona e sesta posizione. Il primo podio arriva al Gran Premio d'Italia con Lance Stroll, che conclude al terzo posto. Hülkenberg torna in pista per il Gran Premio dell'Eifel, dove sostituisce in questo caso Stroll: il pilota tedesco termina la gara in ottava posizione dopo aver affrontato solo le qualifiche ed averle concluse in ultima posizione. Nel rientrante Gran Premio di Turchia, il team effettua una delle sue migliori prestazioni in una qualifica caratterizzata da pioggia e pista scivolosa: Stroll conquista la sua prima pole in carriera, risultato che mancava per il team dal Gran Premio del Belgio 2009, corso sotto il nome di Force India. Perez si qualifica invece in terza posizione. La gara parte bene per entrambe le vetture, che conducono la gara con Stroll davanti a Perez fino al trentaseiesimo giro, nel quale il canadese si ferma per un secondo pit stop a causa di una elevata usura delle gomme. A fine gara il messicano conclude in seconda posizione, miglior risultato dal Gran Premio d'Italia 2012 corso con Sauber, mentre Stroll conclude in nona posizione. Nella gara successiva in Bahrein, Stroll si ritira per un contatto con Kvyat, mentre Perez si ritira a quattro giri dalla fine mentre era in terza posizione a causa della sua Power Unit Mercedes che prende fuoco. Nel secondo appuntamento in Bahrein, Perez dopo un'ottima partenza dalla quinta posizione rimane coinvolto in un contatto con Verstappen e Leclerc e transita alla fine del primo giro in ultima posizione. Con una serie di sorpassi, di cui uno sul compagno di squadra, Perez rientra al terzo posto in gara. Dopo l'entrata della safety car dovuta all'incidente di Aitken all'ultima curva ed il conseguente pit stop del duo di testa George Russell e Valtteri Bottas, Perez si ritrova in testa e vince il suo primo Gran Premio in carriera, mentre Stroll conclude in terza posizione. La vittoria per il team di Silverstone mancava dal Gran Premio del Brasile 2003, vinto da Giancarlo Fisichella con la squadra che correva ancora come Jordan Grand Prix. Nel Gran Premio di Abu Dhabi, ultima gara della stagione, Stroll conclude in decima posizione subendo un sorpasso all'ultimo giro da Esteban Ocon, mentre Perez, alla sua ultima gara con il team, si ritira per un problema al motore. La Racing Point conclude la stagione al quarto posto nella classifica costruttori con 210 punti, ridotti a 195 per la penalizzazione, conseguendo il miglior risultato della propria storia. In questa stagione il team ha ottenuto una vittoria con Perez, una pole position con Stroll e quattro podi, due con Stroll e due con Perez. Il messicano conclude la stagione al quarto posto nella classifica piloti con 125 punti, suo migliore risultato in carriera sia in termini di punti che di posizione, mentre il canadese all'undicesimo posto con 75 punti, anche in questo caso suo miglior risultato. Nico Hulkenberg, nei tre weekend che ha disputato, ha conquistato 10 punti ed ha concluso il campionato in quindicesima posizione.

## Piloti
| Piloti ufficiali    | Piloti ufficiali  | Piloti ufficiali  |
| Nazione             | Nome              | Numero            |
| ------------------- | ----------------- | ----------------- |
| Messico (bandiera)  | Sergio Pérez      | 11                |
| Germania (bandiera) | Nico Hülkenberg   | 27                |
| Canada (bandiera)   | Lance Stroll      | 18                |
| Piloti di riserva   |                   |                   |
| Nazione             | Nome              | Numero            |
| Belgio (bandiera)   | Stoffel Vandoorne | Stoffel Vandoorne |
| Messico (bandiera)  | Esteban Gutiérrez | Esteban Gutiérrez |

## Risultati in Formula 1
| Anno | Team         | Motore       | Gomme | Piloti     |     |   |   |     |     |   |    |    |     |     |     |     |    |   |     |   |     | Punti     | Pos. |
| ---- | ------------ | ------------ | ----- | ---------- | --- | - | - | --- | --- | - | -- | -- | --- | --- | --- | --- | -- | - | --- | - | --- | --------- | ---- |
| 2020 | Racing Point | BWT Mercedes | P     | Pérez      | 6   | 6 | 7 | INF | INF | 5 | 10 | 10 | 5   | 4   | 4   | 7   | 6  | 2 | 18* | 1 | Rit | 195 (210) | 4º   |
| 2020 | Racing Point | BWT Mercedes | P     | Hülkenberg |     |   |   | NP  | 7   |   |    |    |     |     | 8   |     |    |   |     |   |     | 195 (210) | 4º   |
| 2020 | Racing Point | BWT Mercedes | P     | Stroll     | Rit | 7 | 4 | 9   | 6   | 4 | 9  | 3  | Rit | Rit | INF | Rit | 13 | 9 | Rit | 3 | 10  | 195 (210) | 4º   |

| Legenda | 1º posto     | 2º posto | 3º posto    | A punti         | Senza punti/Non class.  | Grassetto – Pole position Corsivo – Giro più veloce |
| Legenda | Squalificato | Ritirato | Non partito | Non qualificato | Solo prove/Terzo pilota | Grassetto – Pole position Corsivo – Giro più veloce |

* – Indica il pilota ritirato ma ugualmente classificato avendo coperto, come previsto dal regolamento, almeno il 90% della distanza di gara.